# Brontok
Бронток (енгл. Brontok worm) је рачунарски имејл црв са пореклом из Индонезије који афектује рачунаре који раде под Microsoft Windowsом. Шири се тако што сам себе шаље на имејл-адресе које пронађе на зараженом рачунару. За слање користи своје сопствено окружење а као пошиљаоца означава особу са чијег рачунара шаље.
Данас постоје слободни и бесплатни алати који ефикасно уклањају овај вирус и ревертују измене које је направио на систему.

## Варијанте
Варијанте овог црва су следеће:

-{
| - Brontok.A - Brontok.B - Brontok.C - Brontok.D - Brontok.F | - Brontok.G - Brontok.H - Brontok.I - Brontok.K - Brontok.Q |

}-

### Друга имена
Друга имена под којима се овај црв појављује су:  и Win32/Brontok.E.

## Дејство
Када га жртва по први пут покрене, копира сам себе у директоријум са подацима о корисничким апликацијама. Након тога подешава да га Windows стартује заједно са свим другим апликацијама преко кључа HKLM\Software\Microsoft\Windows\CurrentVersion\Run у реџистрију и онемогући корисника да ово измени тако што постави забрану коришћења Windows реџистрија (Windows Registry) кориснику. Такође, отежава приступ својим фајловима на диску тако што их прво подеси да су системски фајлови и директоријуми апликација невидљиви, а потом из експолорера уклони опцију Folder Options којом се ово може поправити. Такође искључује Windows фајрвал а у неким од варијаната вируса ресетује рачунар када се у наслову неког прозора нађе текст неког програма који би вирусу могао нашкодити. Рестарт такође следи када се жртва покуша да отвори МС ДОС или да скида фајлове са интернета.
Са времена на време покреће веб страницу са поруком. Страница је снимљена у директоријуму My Pictures.

## Опис
Сам вирус садржи поруку писану мешавином индонежанског и лошег енглеског језика са јаваскрипт popup-ом.
```
BRONTOK.A  [ By: HVM31-Jowobot #VM Community ]
-- Hentikan kebobrokan di negeri ini --
1. Adili Koruptor, Penyelundup, Tukang Suap, Penjudi, & Bandar NARKOBA
( Send to "NUSAKAMBANGAN")
2. Stop Free Sex, Absorsi, & Prostitusi
3. Stop (pencemaran laut & sungai), pembakaran hutan & perburuan liar.
4. SAY NO TO DRUGS !!!
-- KIAMAT SUDAH DEKAT --
Terinspirasi oleh: Elang Brontok (Spizaetus Cirrhatus) yang hampir punah[
By: HVM31-Jowobot #VM Community--
```